# Guan Zhen
Guan Zhen (6 de fevereiro de 1985) é um futebolista profissional chinês que atua como goleiro.

## Carreira
Guan Zhen representou a Seleção Chinesa de Futebol na Copa da Ásia de 2011.